# Гран-Шан
Гран-Шан (фр. Grand-Champ) — коммуна на северо-западе Франции, находится в регионе Бретань, департамент Морбиан, округ Ван, центр кантона Гран-Шан. Расположена в 16 км к северу от Вана, в 13 км от национальной автомагистрали N165.
Население (2019) — 5 552 человека.

## История
28 мая 1795 года при Гран-Шане произошло одно из сражений в ходе восстания шуанов, закончившееся победой республиканских войск. Также здесь приземлился воздушный шар, на котором 1 декабря 1870 года из осажденного пруссаками Парижа вылетел математик и изобретатель Жюль-Антуан Лиссажу.

## Достопримечательности
- Церковь Святого Тудвала
- Часовни Святой Бригитты и Нотр-Дам XVI века
- Шато Рест XIX века
- Шато Пеноэ XVIII века

## Экономика
Структура занятости населения:
- сельское хозяйство — 9,2 %
- промышленность — 15,5 %
- строительство — 5,6 %
- торговля, транспорт и сфера услуг — 25,8 %
- государственные и муниципальные службы — 43,9 %

Уровень безработицы (2018) — 7,8 % (Франция в целом — 13,4 %, департамент Морбиан — 12,1 %). 

Среднегодовой доход на 1 человека, евро (2018) — 22 680 (Франция в целом — 21 730, департамент Морбиан — 21 830).

## Демография
Динамика численности населения, чел.

## Администрация
Пост мэра Гран-Шана с 2014 года занимает член партии Республиканцы Ив Блёнвен (Yves Bleunven). На муниципальных выборах 2020 года возглавляемый им правый блок был единственным.
| Период | Период | Фамилия            | Партия                                           | Примечания |
| ------ | ------ | ------------------ | ------------------------------------------------ | --- |
| 1965   | 2001   | Селестин Блевен    | Разные правые Объединение в поддержку Республики | нотариус, член Генерального совета департамента                                                                    |
| 2001   | 2014   | Жиль-Мари Пеллетан | Демократическое движение                         | ветеринар |
| 2014   |        | Ив Блёнвен         | Союз за народное движение Республиканцы          | руководитель сельхозпредприятия, член Генерального совета и Совета департамента, член Регионального совета Бретани |

## Галерея

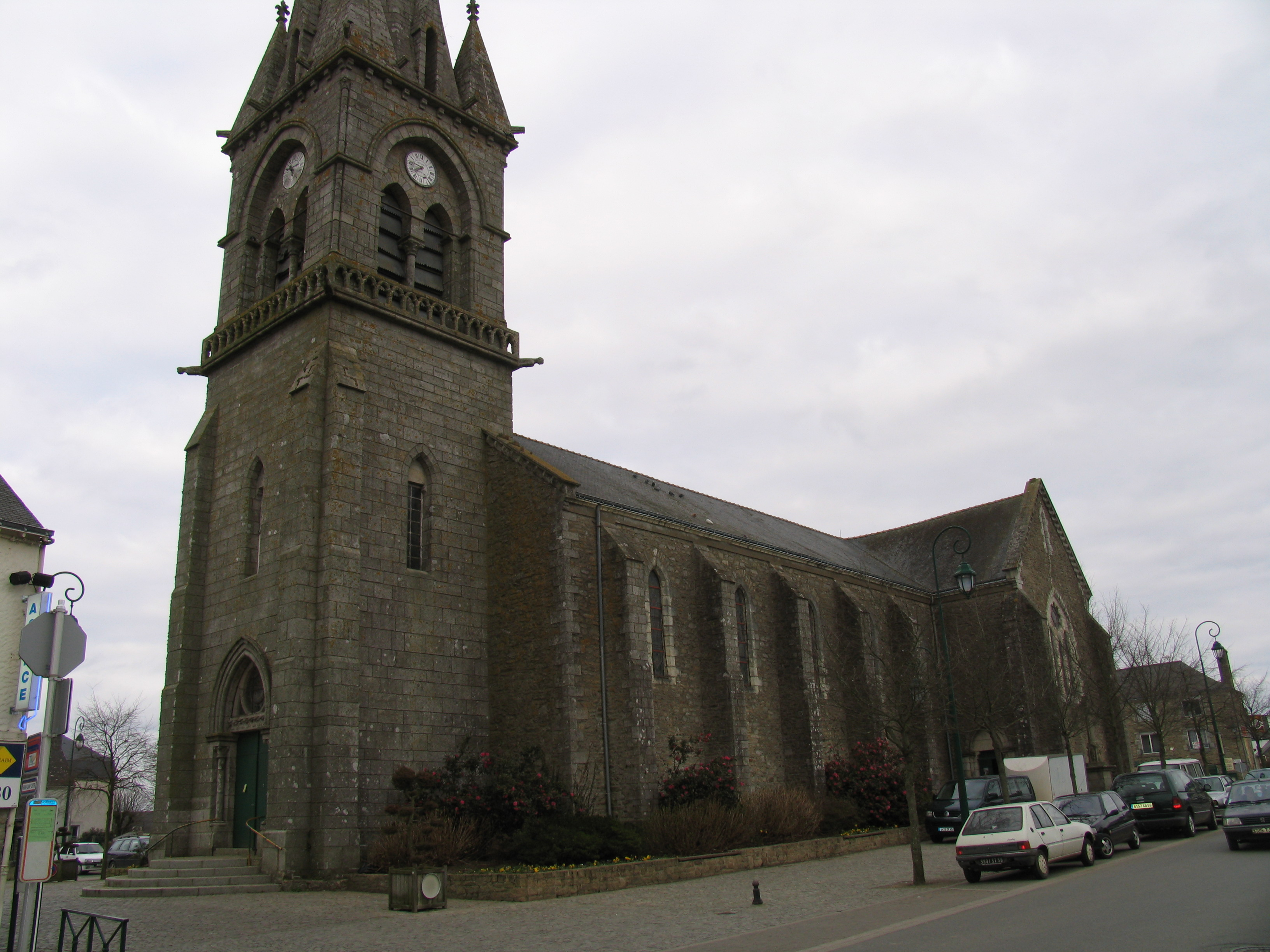
Церковь Святого Тудвала
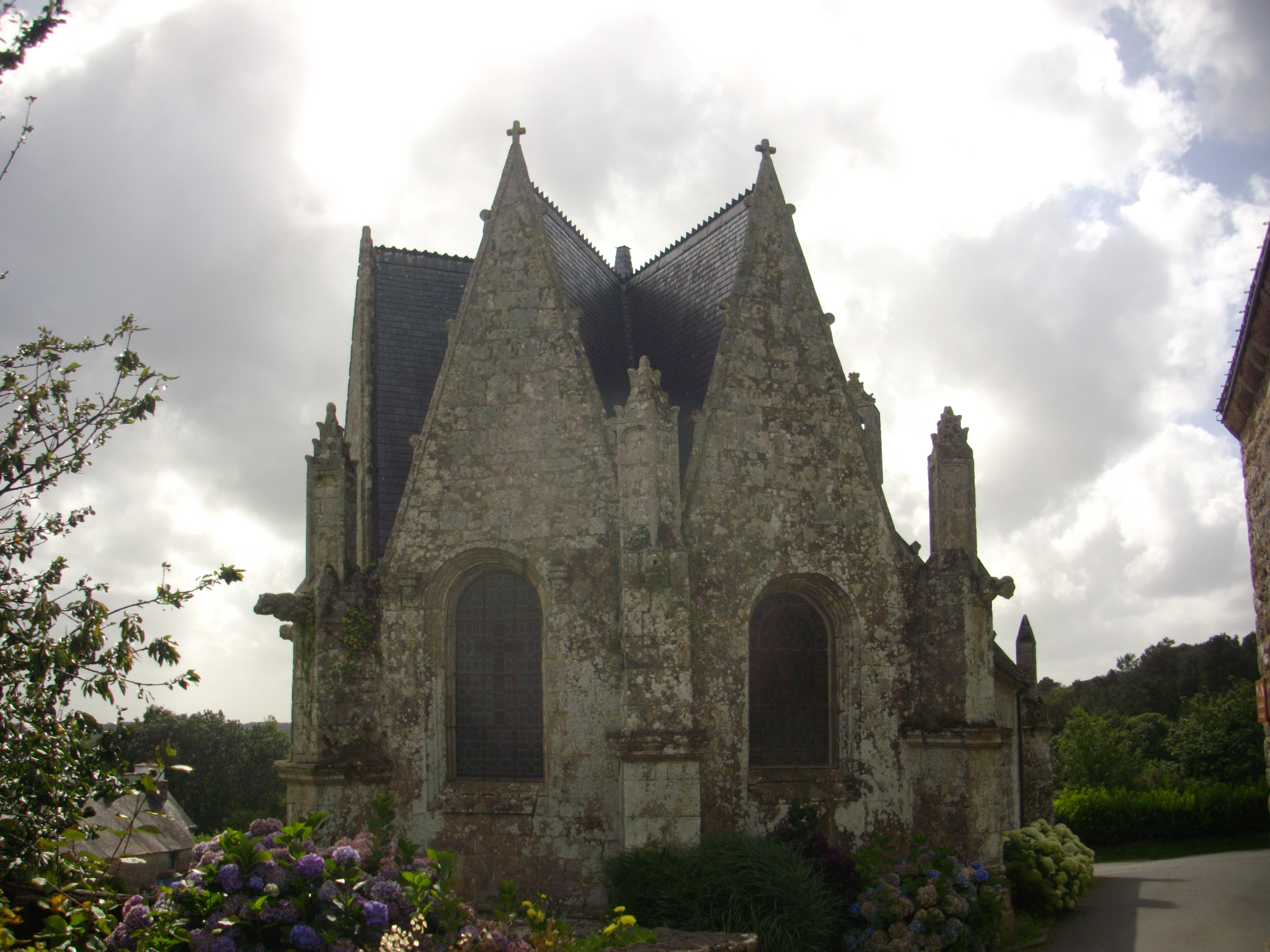
Часовня Святой Бригитты
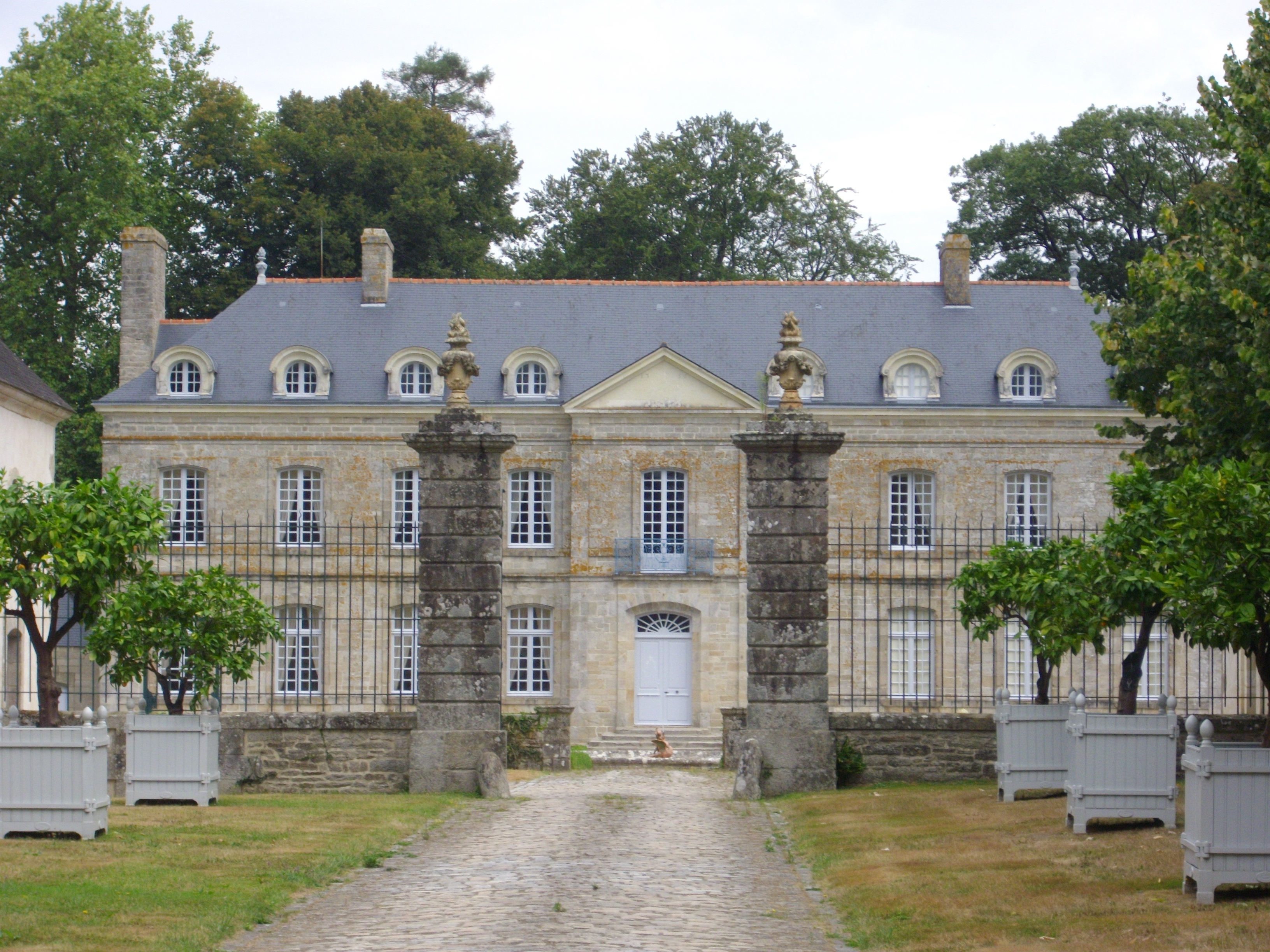
Шато Пеноэ
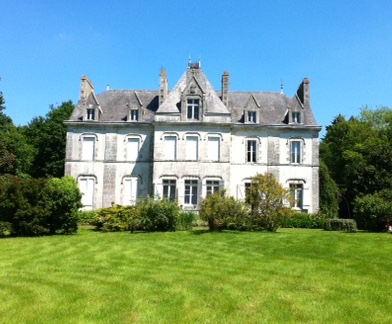
Шато Рест